# Тремполо (Вісконсин)
Тремполо (англ. Trempealeau) — селище (англ. village) в США, в окрузі Тремполо штату Вісконсин. Населення — 1843 особи (2020).

## Географія
Тремполо розташоване за координатами 44°0′13″ пн. ш. 91°25′50″ зх. д. / 44.00361° пн. ш. 91.43056° зх. д. (44.003614, -91.430583).  За даними Бюро перепису населення США в 2010 році селище мало площу 5,43 км², з яких 4,84 км² — суходіл та 0,59 км² — водойми. В 2017 році площа становила 5,80 км², з яких 5,10 км² — суходіл та 0,70 км² — водойми.

## Демографія
Згідно з переписом 2010 року, у селищі мешкало 1529 осіб у 704 домогосподарствах у складі 426 родин. Густота населення становила 282 особи/км².  Було 835 помешкань (154/км²).
Расовий склад населення:
| - 97,8 % — білих - 0,4 % — корінних американців - 0,4 % — азіатів - 0,1 % — чорних або афроамериканців |

До двох чи більше рас належало 1,0 %. Частка іспаномовних становила 1,4 % від усіх жителів.
За віковим діапазоном населення розподілялося таким чином: 20,9 % — особи молодші 18 років, 62,0 % — особи у віці 18—64 років, 17,1 % — особи у віці 65 років та старші. Медіана віку мешканця становила 42,7 року. На 100 осіб жіночої статі у селищі припадало 99,1 чоловіків;  на 100 жінок у віці від 18 років та старших — 95,8 чоловіків також старших 18 років.
Середній дохід на одне домашнє господарство  становив 62 023 долари США (медіана — 53 413), а середній дохід на одну сім'ю — 76 055 доларів (медіана — 67 917). Медіана доходів становила 50 625 доларів для чоловіків та 36 292 долари для жінок. За межею бідності перебувало 3,0 % осіб, у тому числі 2,7 % дітей у віці до 18 років та 3,3 % осіб у віці 65 років та старших.
Цивільне працевлаштоване населення становило 896 осіб. Основні галузі зайнятості: виробництво — 27,5 %, освіта, охорона здоров'я та соціальна допомога — 21,9 %, роздрібна торгівля — 9,7 %, будівництво — 8,9 %.